# Corinne Zago
Corinne Zago, coniugata Esquirol (Mont-de-Marsan, 22 dicembre 1971), è un'ex cestista francese.

## Carriera
Con la Francia ha disputato i Campionati del mondo del 1994 e due edizioni dei Campionati europei (1993, 1995).